# IX. Antiokhosz szeleukida uralkodó
IX. Antiokhosz Küzikénosz (Aντιóχoς Κυζικηνός, Kr. e. 135 körül – Kr. e. 95 eleje) ókori hellenisztikus király, a Szeleukida Birodalom uralkodója (Kr. e. 120–tól haláláig), VII. Antiokhosz Euergetész és Kleopátra Thea gyermeke volt. A Küzikénosz melléknév Küzikosz városára utal, ahol ifjúságát töltötte; érméin a Philopatór (Apaszerető) melléknevet használta.
VII. Antiokhosz harmadik fia volt Kleopátra Thea egyiptomi hercegnőtől. Kr. e. 112-ben lépett fel féltestvére és egyben unokatestvére, Kleopatra és II. Démétriosz Nikatór fia, VIII. Antiokhosz Grüposz ellen trónkövetelőként. Eleinte szép sikereket aratott, azonban fivére előretörése hatására Kr. e. 111-ben beleegyezett Szíria felosztásába. A király Koilé-Szíria és Fönícia területét adta neki, ám ezzel nem elégedett meg sokáig, és rokona Kr. e. 96-os haláláig számos eredménytelen háborút vívott ellene, tovább gyengítve a hajdan birodalomnyi királyságot.
Amikor VIII. Antiokhoszt meggyilkolták, IX. Antiokhosz megpróbálta megszerezni annak tartományait fiaitól, de VI. Szeleukosz Epiphanész legyőzte őt, és a csatában elesett. Fia, X. Antiokhosz Euszebész halála után folytatta harcát a hatalomért.